# Шен, Волкан
Волка́н Шен (тур. Volkan Şen; род. 7 июля 1987, Бурса) — турецкий футболист, вингер.

## Клубная карьера
Воспитанник клубов «Мериносспор», «Арабаятаджиспор» и «Бурсаспор». Начинал карьеру в «Бурсаспоре», один сезон провёл в «Мериносспоре» на правах аренды. Чемпион Турции в сезоне 2009/10. 27 августа 2011 года перешёл в «Трабзонспор» на 4 года за 3,6 миллиона евро, где он собирается получать зарплату в размере 1,1 миллиона евро в год.
26 августа 2013 в матче против «Ризеспора» Волкан подвергся оскорблениям со стороны фанатов своего же клуба, которые считали, что он собирается уйти из клуба. Болельщики в итоге довели Волкана до слёз, и тот ушёл с поля, несмотря на уговоры игроков и судьи. В Интернете ходит версия о том, что болельщики ещё и нецензурно выражались в адрес умершей за 4 дня до игры матери Волкана.

## Карьера за сборную
В сборной дебютировал 3 марта 2010 года в игре против Гондураса (2:0).

### Голы за сборную
| №  | Дата           | Место                          | Матч | Соперник | Счёт | Результат | Турнир                  |
| -- | -------------- | ------------------------------ | ---- | -------- | ---- | --------- | ----------------------- |
| 1. | 11 ноября 2016 | Анталья Арена, Анталья, Турция | 24   | Косово   | 2–0  | 2–0       | Квалификация на ЧМ 2018 |
| 2. | 11 июня 2017   | Лоро Боричи, Шкодер, Албания   | 26   | Косово   | 1–0  | 4–1       | Квалификация на ЧМ 2018 |

## Достижения

### «Бурсаспор»
- Чемпион Турции: 2009/10